# Edinson Edgardo Farfán Córdova
Edinson Edgardo Farfán Córdova (Tambo Grande, 21 de septiembre de 1974) es un eclesiástico católico peruano, miembro de la Orden de San Agustín, obispo de Chiclayo desde 2024.

## Biografía
Nació el 21 de septiembre de 1974, en la ciudad peruana de Tambogrande, Piura. 
Cursó sus estudios de Filosofía en el Seminario Mayor de Trujillo de 1999 a 2001. Posteriormente, fue enviado a Bolivia de 2003 a 2006, y estudió Teología en la Universidad Católica Boliviana, donde obtuvo la licenciatura en Teología espiritual y Pedagogía. 

### Vida religiosa
En 1998, ingresó en el noviciado de la Orden de San Agustín, completándolo en Lima en 2002, en la parroquia Nuestra Señora de Gracia, y realizando su profesión solemne el 11 de enero de 2003. Su ordenación sacerdotal fue el 26 de julio de 2008.
- Coordinador de la Comisión Internacional de Comunicaciones y Publicaciones de la Organización de Agustinos Recoletos de América Latina de 2006 a 2014.
- Vicario parroquial de Santa Ana de Cala Cala, en la arquidiócesis de Cochabamba (Bolivia; 2007-2008).
- Vicario parroquial de San José Obrero, en la diócesis de Chulucanas; asesor espiritual diocesano del movimiento de retiros parroquiales Juan XXIII; y profesor de Teología y director espiritual en el Seminario Mayor de Chulucanas (2009-2010).
- Profesor de la Escuela de Postgrado en Doctrina social de la Iglesia, en diplomado y maestría, de la Universidad Católica Sedes Sapientiae, sede en Chulucanas (2010-2011).
- Maestro de prenovicios de la Orden (2011-2012).[1]
- Profesor de Teología de la Universidad Católica de Trujillo y en el Seminario Mayor de Trujillo (2011-2017).
- Párroco de Nuestra Señora de Montserrat, en la arquidiócesis de Trujillo (2012-2013).
- Prior y maestro de profesos de la Orden (2013-2017).
- Párroco de Santa Rita de Casia, en Trujillo (2015-2018).[3]
- Vicario episcopal para la Vida Consagrada en la arquidiócesis de Trujillo (2017-2018).
- Secretario general de la Organización de los Agustinos de América Latina (2015-2019).[1]

### Episcopado
El 24 de abril de 2018, el papa Francisco lo nombró administrador apostólico sede vacante et ad nutum Sanctae Sedis de Chuquibambilla. El 7 de diciembre de 2019, fue nombrado obispo prelado de Chuquibambilla. Fue consagrado el 4 de enero de 2020, a manos del arzobispo Miguel Cabrejos Vidarte.
Participó como delegado en la I Asamblea Eclesial de América Latina y el Caribe, y en la XVI Asamblea General Ordinaria del Sínodo de los obispos.
El 14 de febrero de 2024, fue nombrado obispo de Chiclayo. Tomó posesión canónica el 16 de marzo del mismo año. Sucedió a Robert Prevost, quien en 2025 se convirtió en el papa León XIV. En una conferencia de prensa posterior al cónclave de 2025, describió el tiempo que el papa pasó cabalgando por las comunidades montañosas del norte de Perú como formativo, respaldando así su papado.
En la Conferencia Episcopal Peruana es, presidente de la Comisión Episcopal de Comunicaciones, y como tal, miembro del Consejo Permanente.